# モスキートノイズ

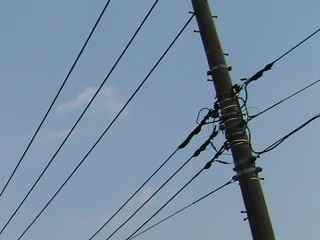
モスキートノイズの例。

モスキートノイズ (英: mosquito noise) は、非可逆データ圧縮されたデジタル画像（特にJPEG静止画およびMPEG動画）において輪郭部分や色の変化の激しい部分で起こる画像の乱れ。デジタルアーティファクトの一種。
蚊（英: mosquito）の大群がまとわり付いているように見えるため、この名前で呼ばれる。非可逆の画像圧縮に伴い、画像の空間周波数の高周波数成分が失われたために起こる現象である。